# Kapellen
Kapellen és un municipi belga de la província d'Anvers a la regió de Flandes. Limita al sud amb Anvers, al nord-oest amb Woensdrecht, al nord amb Kalmthout, al nord-est amb Wuustwezel, a l'oest amb Stabroek i a l'est amb Brasschaat.

## Evolució de la població

### Seglexix
| Any      | 1806 | 1816 | 1830 | 1846 | 1856 | 1866 | 1876 | 1880 | 1890 |
| -------- | ---- | ---- | ---- | ---- | ---- | ---- | ---- | ---- | ---- |
| Població | 913  | 903  | 1445 | 2504 | 2453 | 2760 | 3031 | 3061 | 3489 |
|          |      |      |      |      |      |      |      |      |      |

### Segle XX (fins a 1982)
| Any      | 1900 | 1910 | 1920 | 1930 | 1947 | 1961   | 1970   | 1980   | 1982   |
| -------- | ---- | ---- | ---- | ---- | ---- | ------ | ------ | ------ | ------ |
| Població | 4072 | 5282 | 6291 | 7926 | 9680 | 11.474 | 13.352 | 14.304 | 14.648 |
|          |      |      |      |      |      |        |        |        |        |

### 1983 ençà
| Any       | 1983   | 1985   | 1990   | 1995   | 2000   | 2005   | 2006   | 2007   | 2009   |
| --------- | ------ | ------ | ------ | ------ | ------ | ------ | ------ | ------ | ------ |
| Població  | 22.471 | 22.549 | 23.977 | 25.290 | 25.671 | 25.975 | 25.948 | 26.104 | 26.410 |
| Font: NIS |        |        |        |        |        |        |        |        |        |

## Persones il·lustres
- Thomas Vermaelen, futbolista
- Tom De Mul, futbolista